# جیمز چستنات جونیور
جیمز چستنات جونیور (به انگلیسی: James Chestnut, Jr.) سناتور سابق عضو حزب دموکرات ایالات متحده آمریکا بود. وی در سال ۱۸۵۸ تا ۱۸۶۰ میلادی سناتور ایالت کارولینای جنوبی در سنای ایالات متحده آمریکا بود.